# Allan Österlind
Erik Allan August Österlind, född 2 november 1855 i Stockholm, död 23 juni 1938 i Paris, var en svensk målare, tecknare, grafiker och skulptör.

## Biografi
Han var son till grosshandlaren Per August Österlind och Johanna Petronella Skoog och från 1879 gift med Eugénie Carré samt far till Anders Orm Österlind och farfar till Nanic Österlind. Allan Österlind studerade vid Konstakademin 1874–1876 och vid École des beaux-arts i Paris 1877–1880. Han studerade skulptur för Pierre-Jules Cavelier och var under sina första år i Frankrike verksam som skulptör. Han fick första priset för modellering efter naturen. Han medverkade i Parissalongen 1880 med ett tecknat kvinnohuvud och var dädärefter en flitig utställare på de stora salongerna i Paris. År 1880 började han måla akvarell och ställde första gången 1883 ut pennteckningen "Aftonklockan" på skandinaviska konstutställningen i Köpenhamn. Tillsammans med Ernst Josephson slog han sig ned på franska landsbygden och tillägnade sig där under självständigt arbete även oljemålningens teknik. I utställningen Från Seinens strand 1885 deltog han med tre oljemålningar och en teckning. Allan Österlind deltog sedan i  Konstnärsförbundets utställning 1886, där han utställde oljemålningarna En olyckshändelse (Göteborgs konstmuseum) och Dopet (Ateneum i Helsingfors, som även äger två av hans akvareller). Hans nästa större oljemålning, Sorgehus i Bretagne (utställd på Salongen 1887), inköptes av franska staten, likaså Vid dagens slut (Salongen 1888). I Världsutställningen i Paris 1889 deltog han med både oljemålningar och akvareller (Tandvärk och Lukulliska drömmar) och fick andra medalj. Han blev associé vid det nybildade Société Nationale des Beaux-Arts 1890 och ställde därefter främst ut på deras salonger på Champ de Mars. Han tog under 1880-talet livligt del i de svenska Pariskonstnärernas oppositionsrörelse mot den föråldrade Konstakademien i Stockholm och medverkade 1885 i Opponenternas ställning i Stockholm. Han anslöt sig 1886 till det nybildade Konstnärsförbundet och medverkade i deras utställningar fram till 1897. Han uteslöts 1888 ur Konstnärsförbundet då han inte längre ville sända några av sina arbeten till förbundets utställningar. Han var nära vän med Ernst Josephson och när Josephson kom i schism med oppositionsrörelsen reste han till Österlind 1886 för att komma ifrån sina trätobröder. Österlind och Josephson reste vidare till ön Bréhat utanför Bretagne 1887 där Josephson insjuknade 1888 och fick ledsagas åter till Paris av Österlind. Georg Pauli har med utförlig bevisning av E Blomberg anklagat Österlind för att på äldre dagar genom konsthandeln utprånglat en rad målningar försedda med Josephsons falska signatur, men i Frankrike åtnjöt Österlind ett mycket gott anseende och utmärktes med hederslegionen.

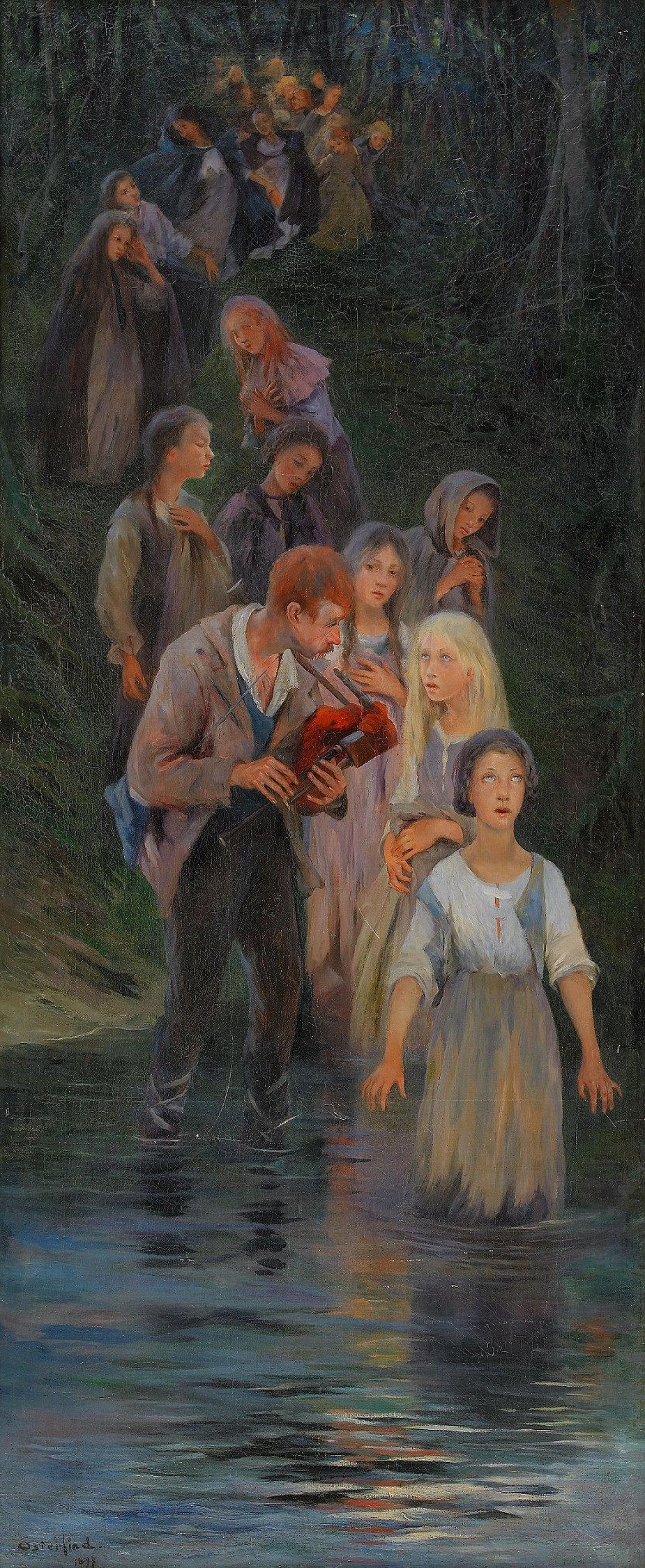
Råttfångaren från Hameln (1898)

Han deltog därefter i de flesta av Société nationale des beaux-arts anordnade årliga salongerna i Paris. År 1890 utställde han där oljemålningarna De fader- och moderlösa, Skuggspel och Fårslakt, 1891 På grinden och 1892 Aftonbön. Akvarellen Ravaudeuses inköptes 1894 av franska staten. Bland hans senare alster märks Blindbock, Lejonet (1897), Självporträtt (1897), Råttfångaren från Hameln (1898, Göteborgs konstmuseum), Sevillakvinnor (1905), Smedja (1905), Vattningsplatsen (1909, inköpt av franska staten), samma år en altartavla för en kyrka i Bretagne och Lifvets vår (triptyk i Katarina realskola i Stockholm) och Bretagneska bondkvinnor (1913, Luxembourgmuseet), dessutom många akvareller samt etsningar i färg (alla med spanska motiv, i Nationalmuseum och i Petit Palais i Paris) samt målningen Komjölkning på Göteborgs konstmuseum.
Allan Österlind var en rutinerad porträttmålare, en fin och känslig akvarellist, en tecknare med brio och kraft i föredraget. Hans genremålningar utmärktes för okonstlad ledighet i anordningen. Många av hans ämnen var hämtade från Spanien dit han gärna åkte på målarresor och från Frankrike, där konstnären var bosatt från 1877. I Spanien var han helst i Andalusien och målade flera uppskattade verk i Sevilla och Ronda. Mest känd är hans flamencodansande spanjorskor. I Frankrike upplevde han sina största framgångar och där finns flera av hans verk på museum. Gemensam för hans arbeten inom olika konstarter var en prägel av artistisk distinktion och finess. Österlind är även representerad vid bland annat Kalmar konstmuseum och Ateneum.

## Bildgalleri

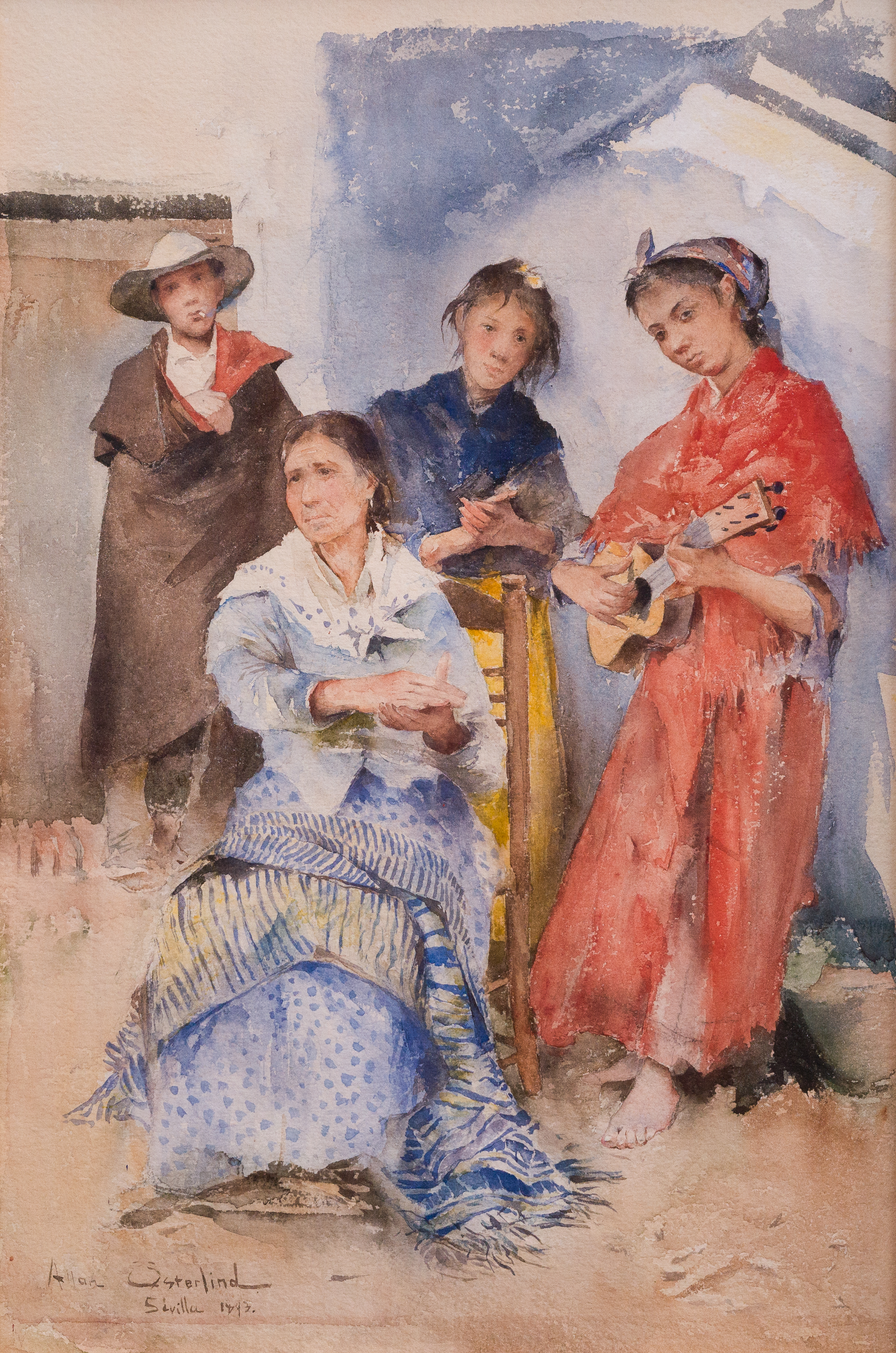
Sevilla, 1893
Konstnären Allan Österlind, porträtt av Ernst Josephson 1880 på Nationalmuseum.
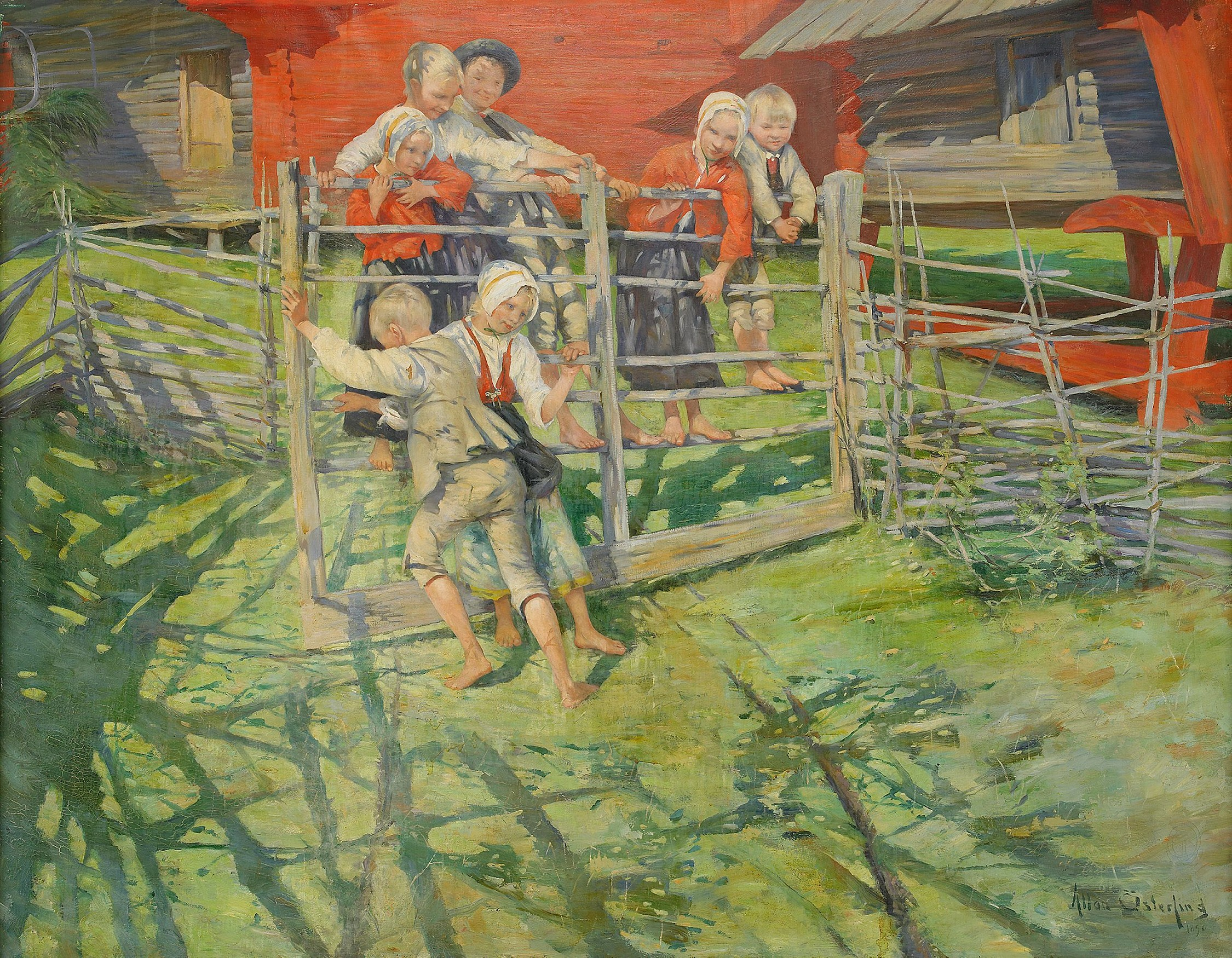
Lekande barn - sommar på fäbodvallen, 1890
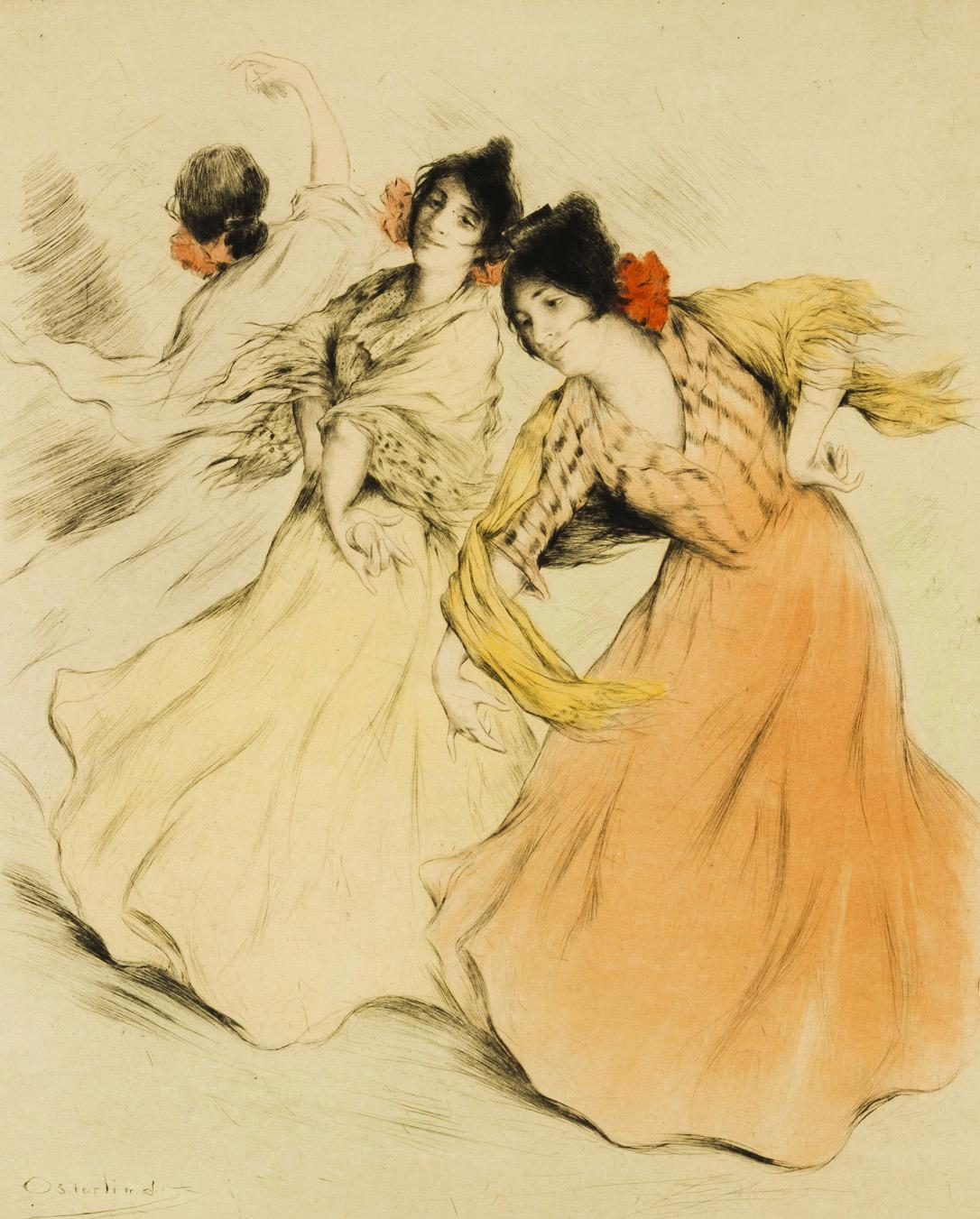
Flamencodansare
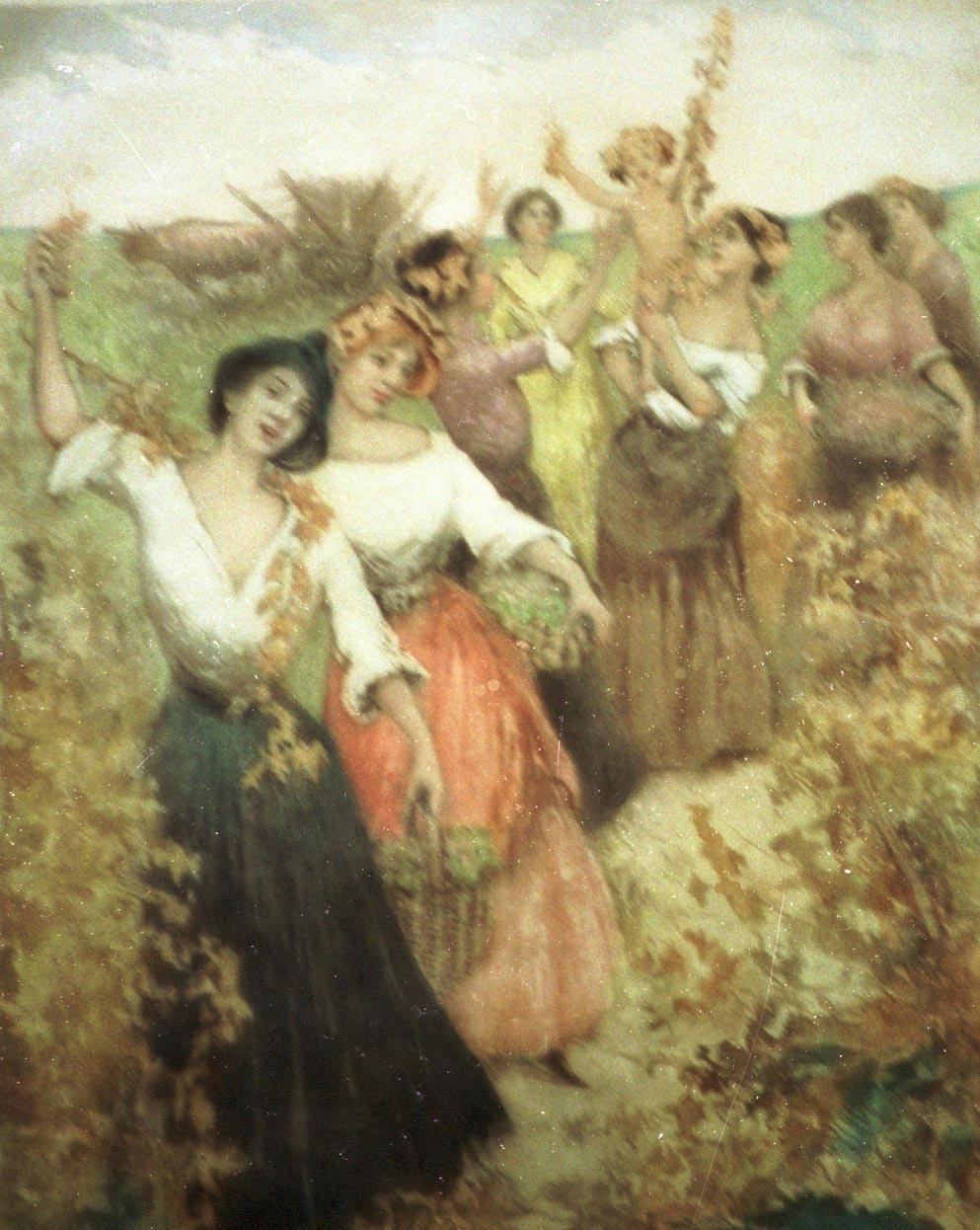
Bacchus i vinrankorna
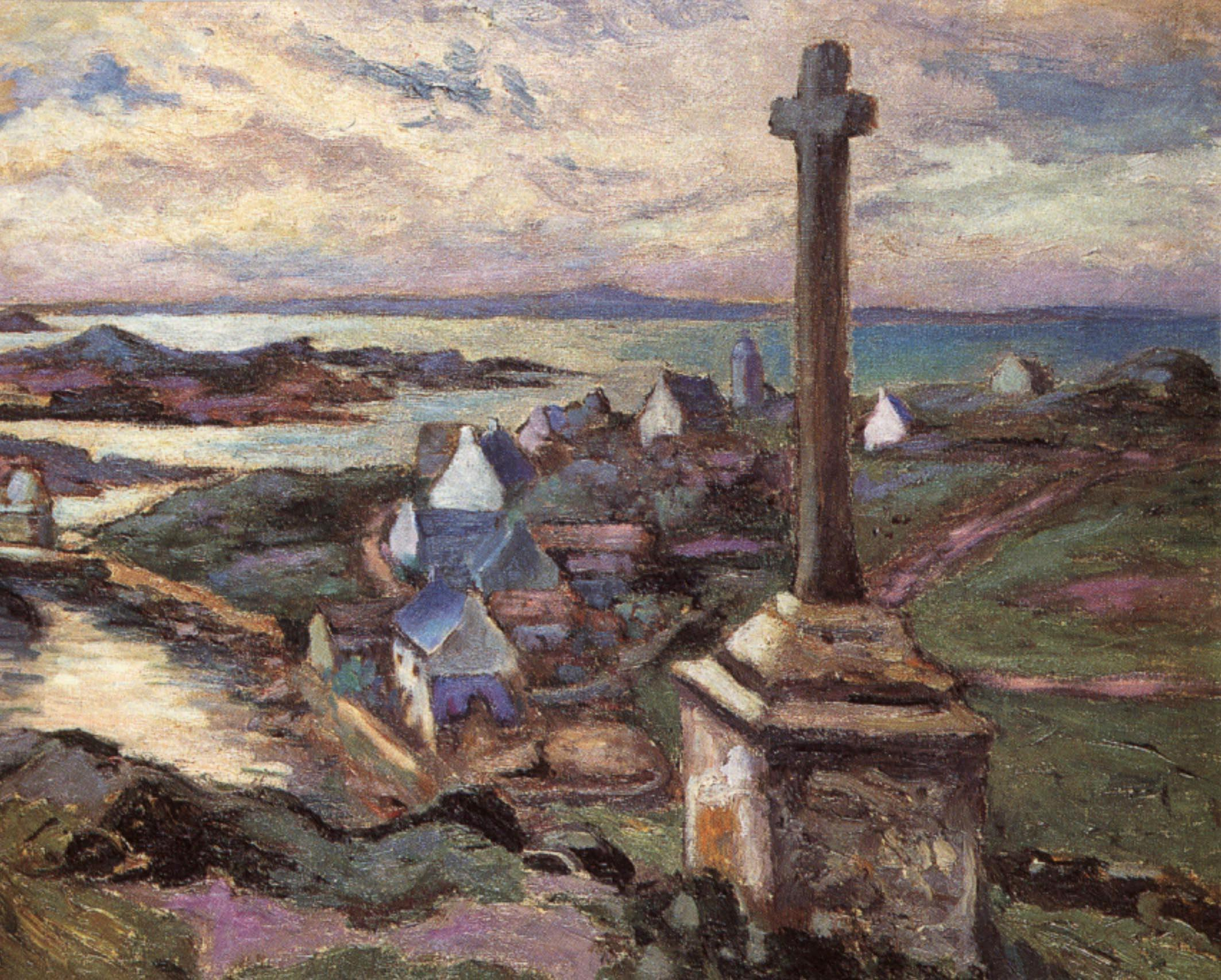
Husen på Île-de-Bréhat
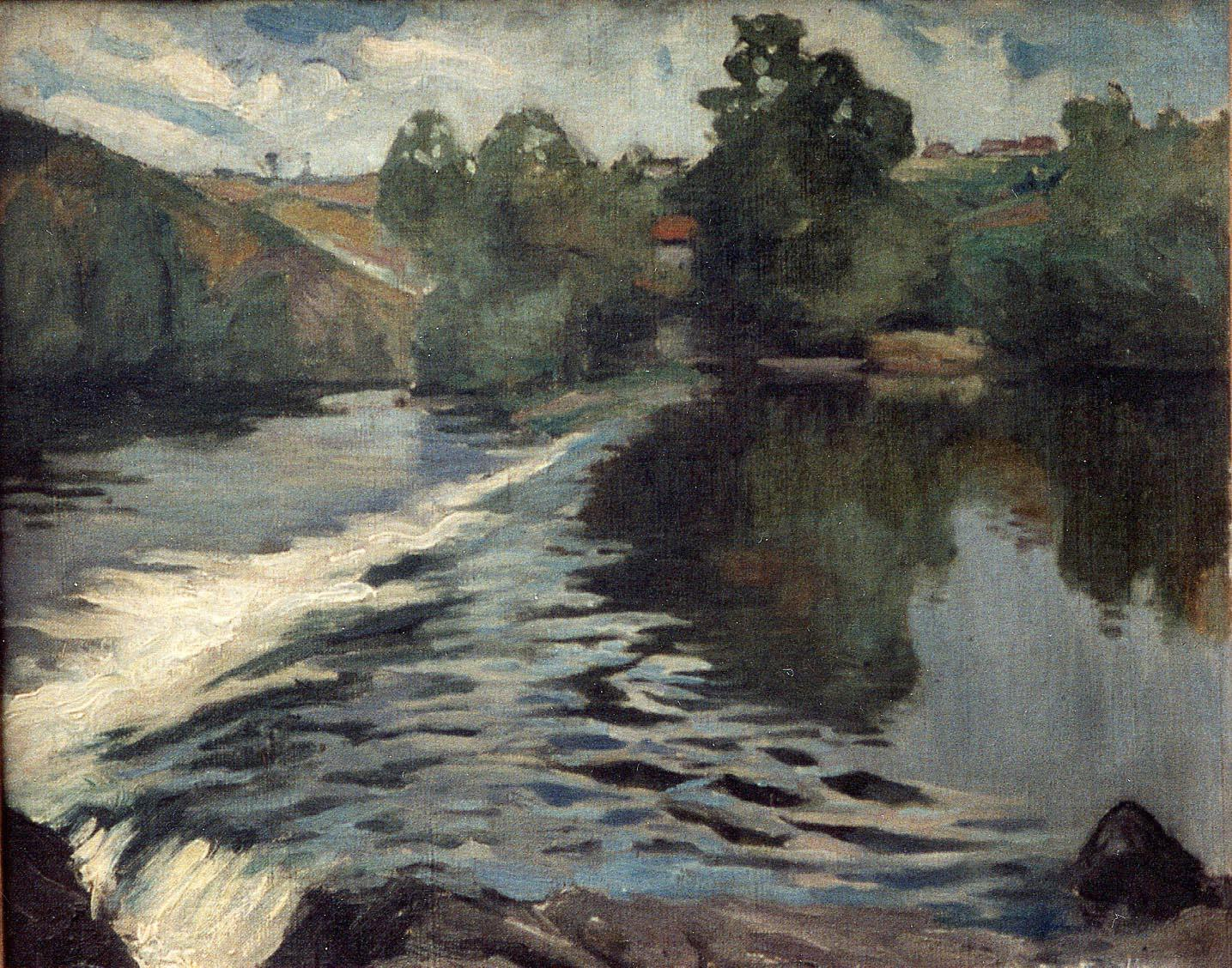
Floden Creuse
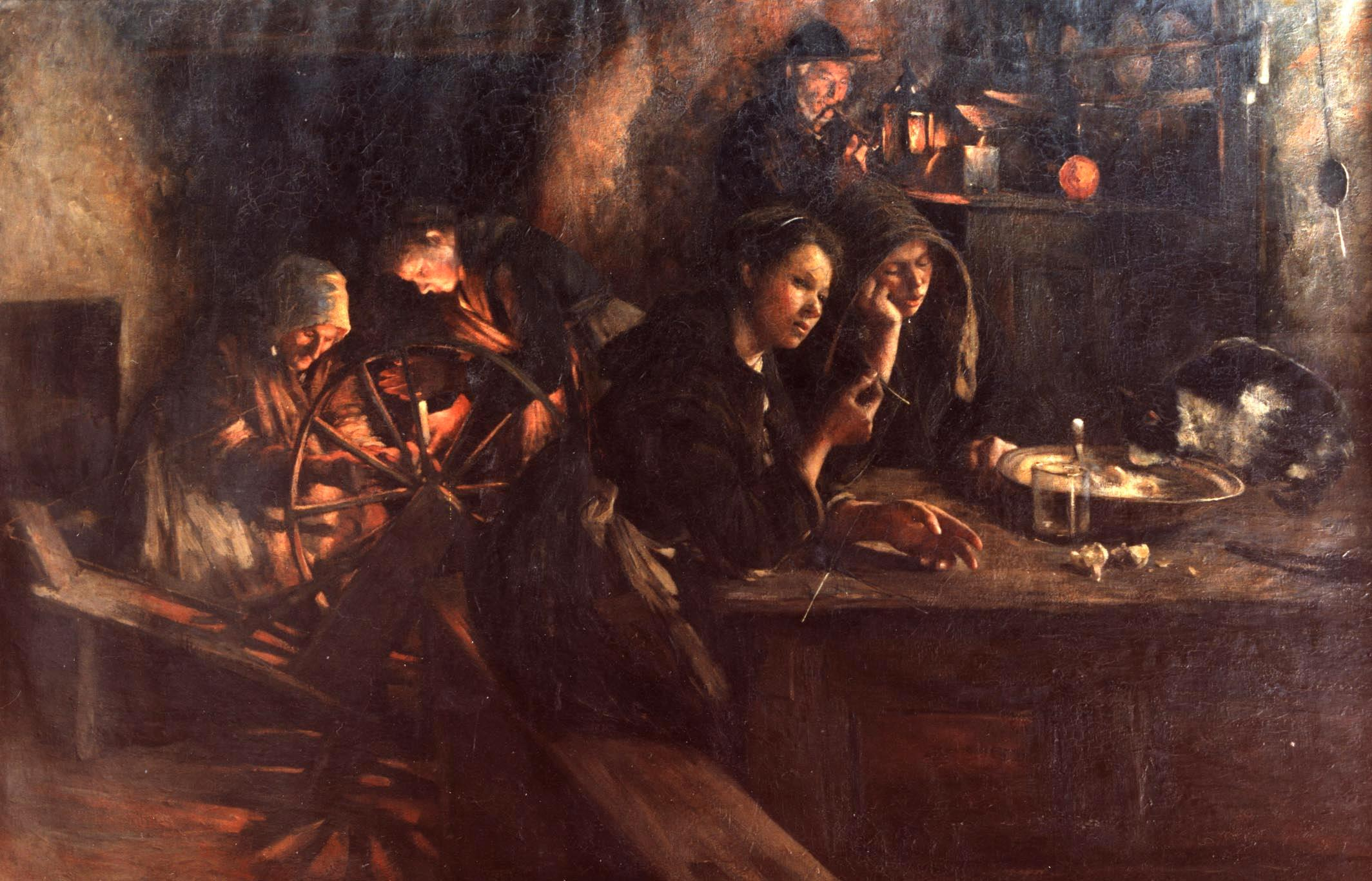
Mot kvällens slut
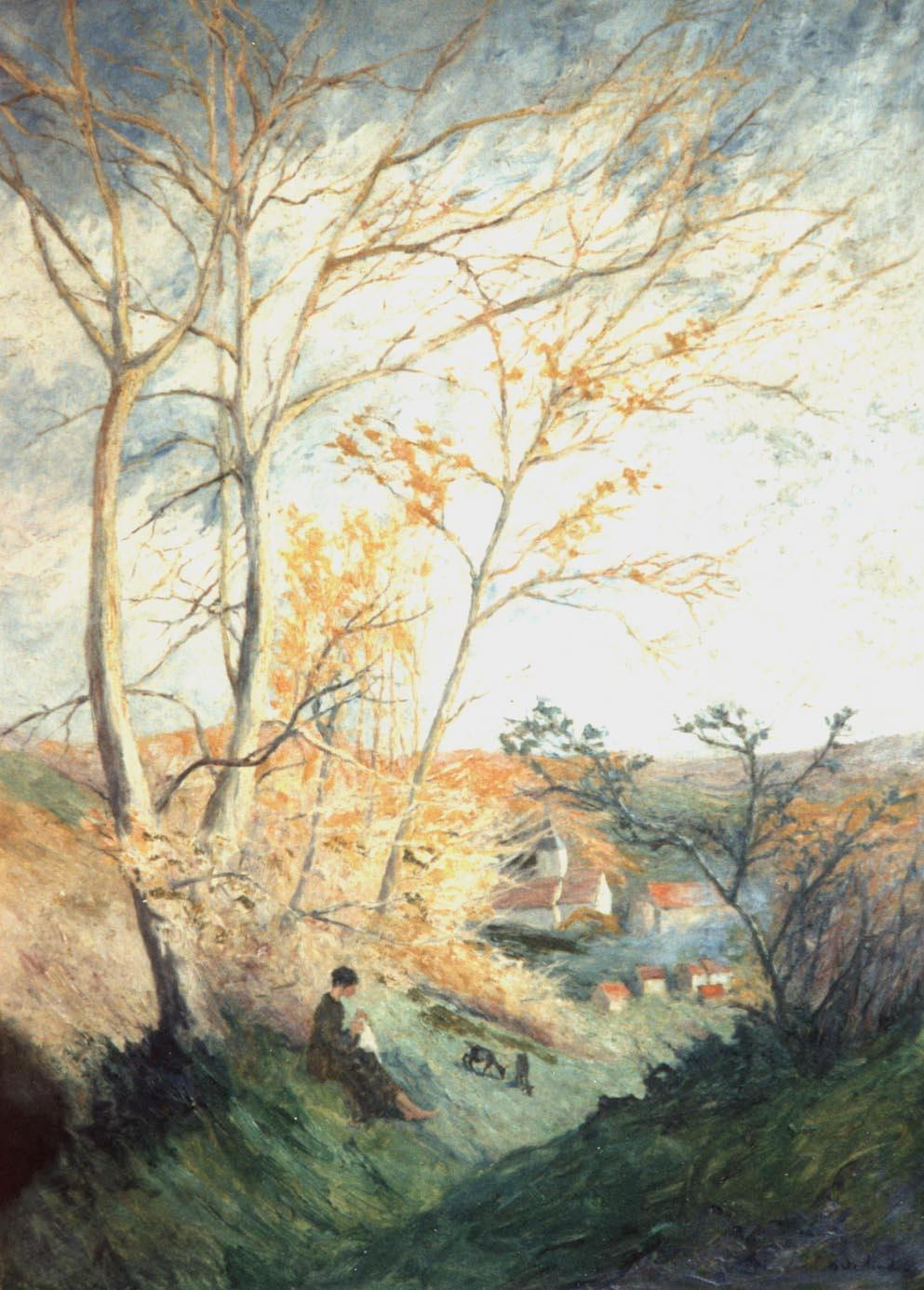
Den kvinnliga getaherden
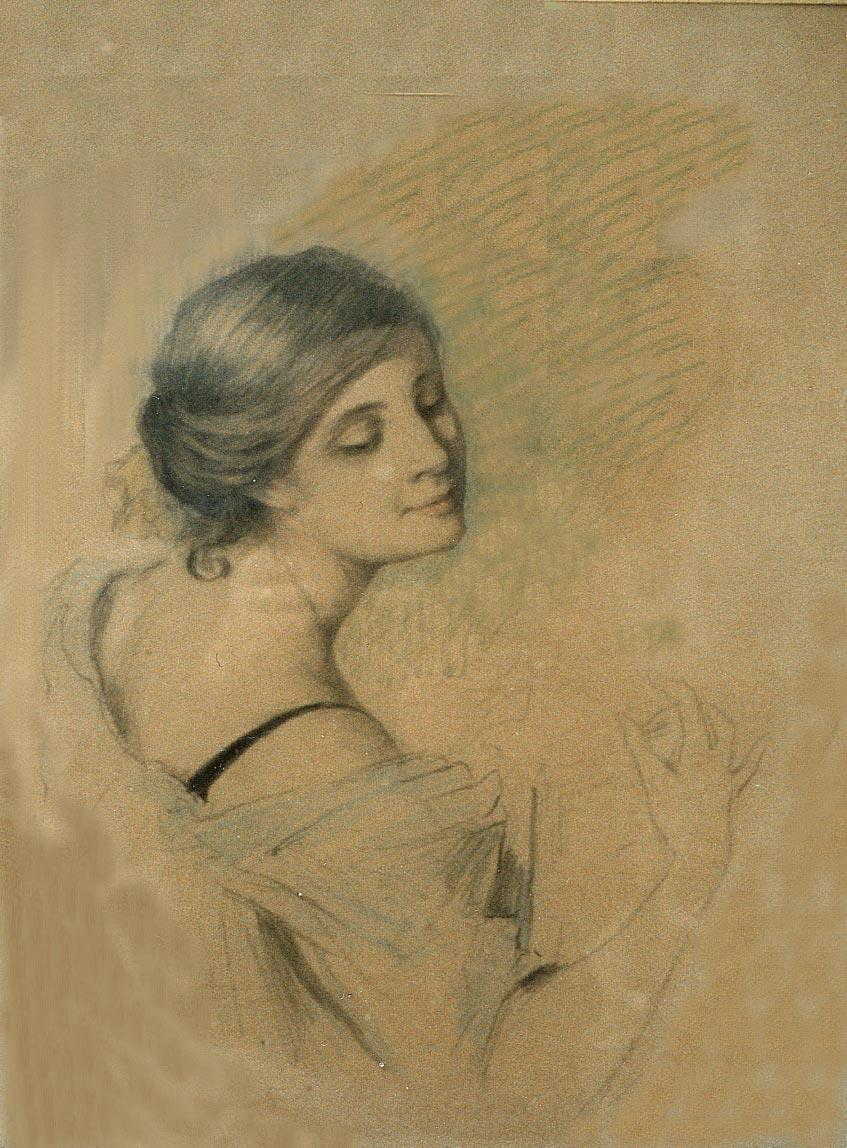
Porträtt av konstnärens dam
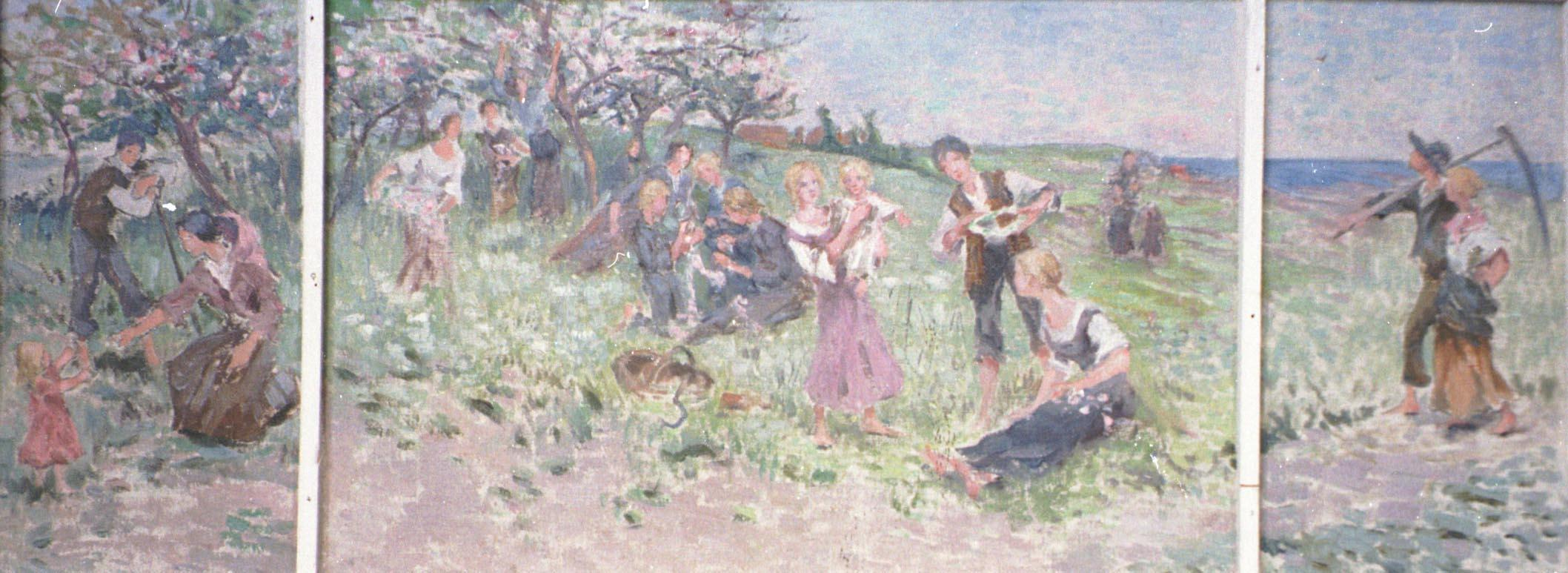
Livets vår (triptyk)
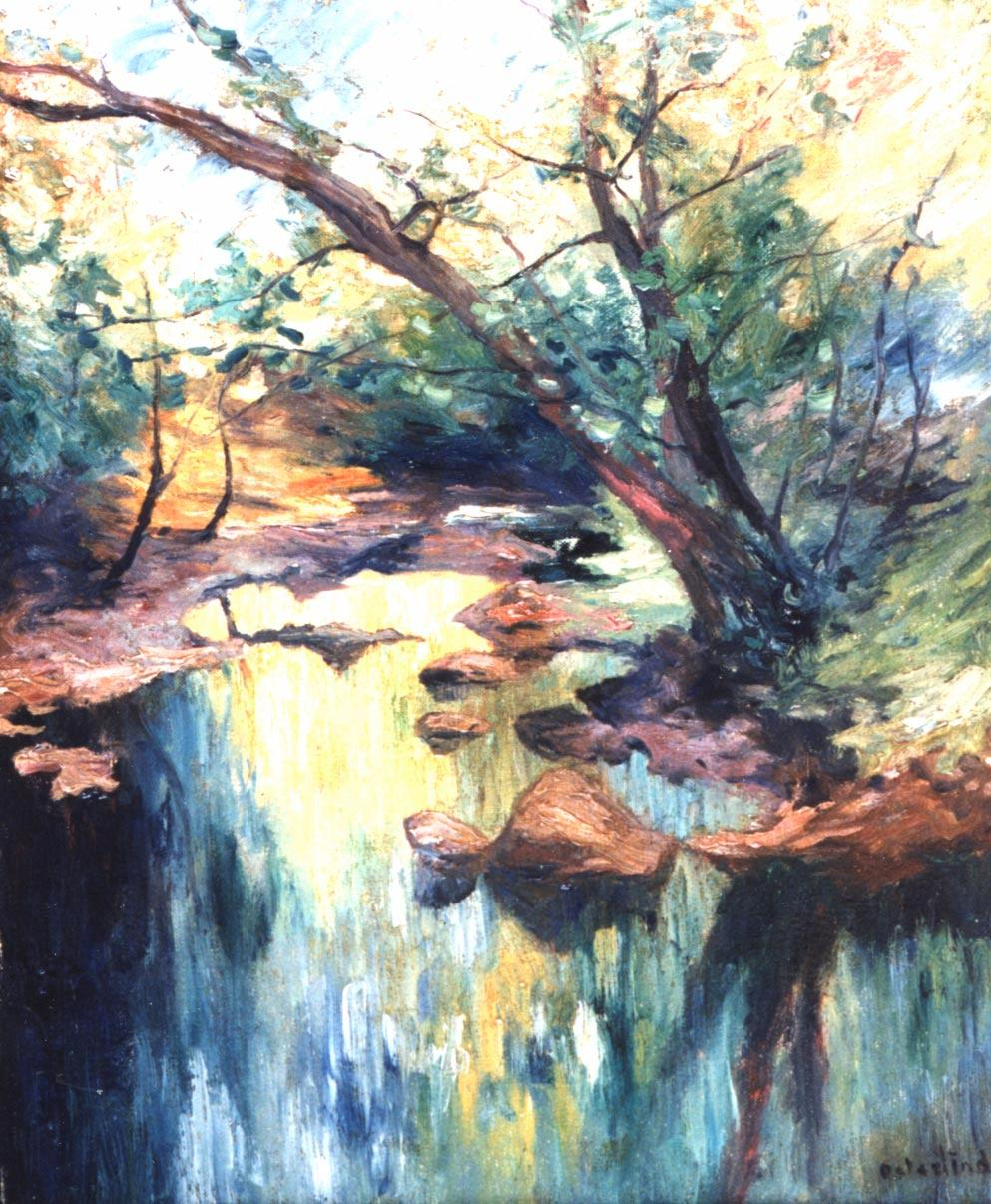
Landskap vid flod
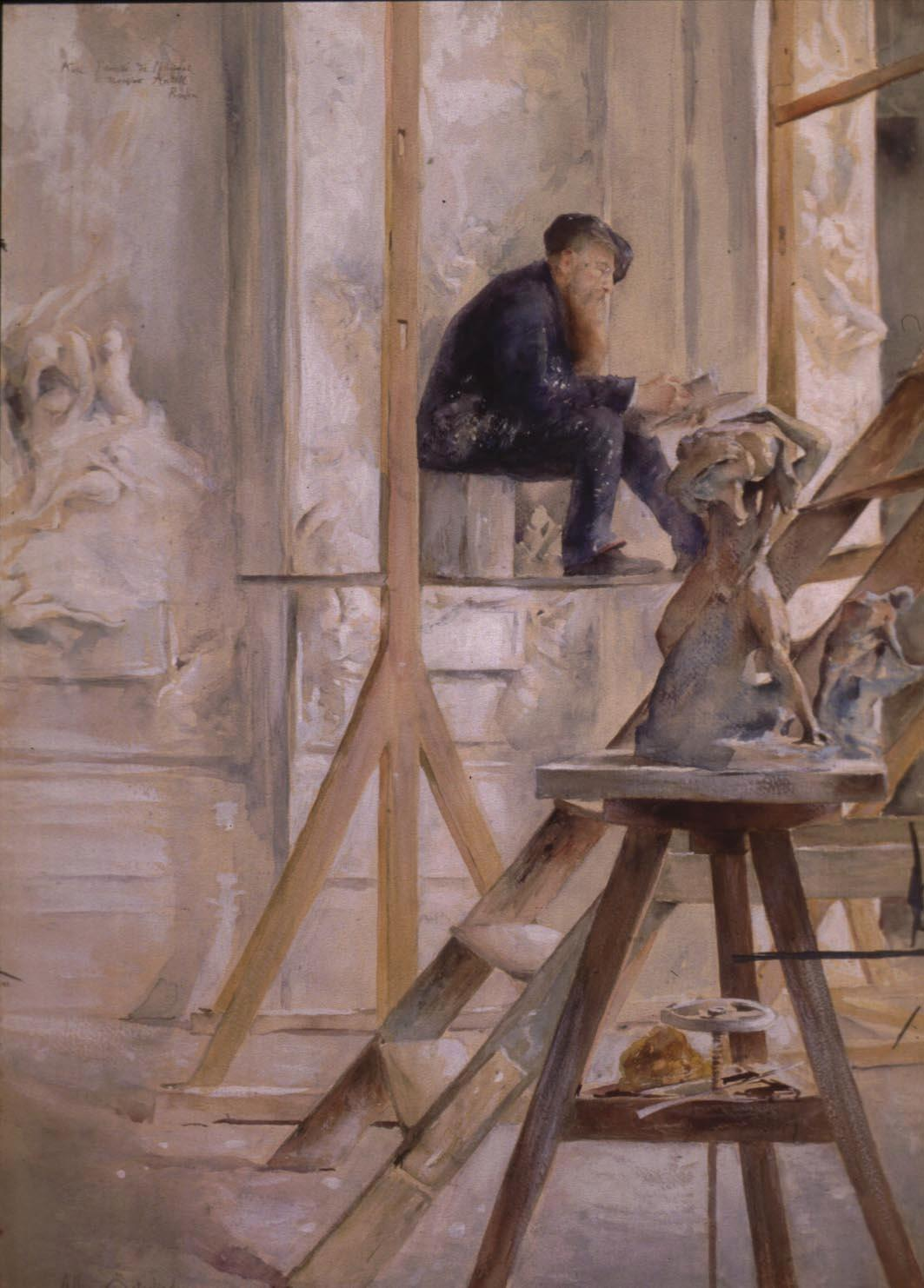
Auguste Rodin i sin ateljé
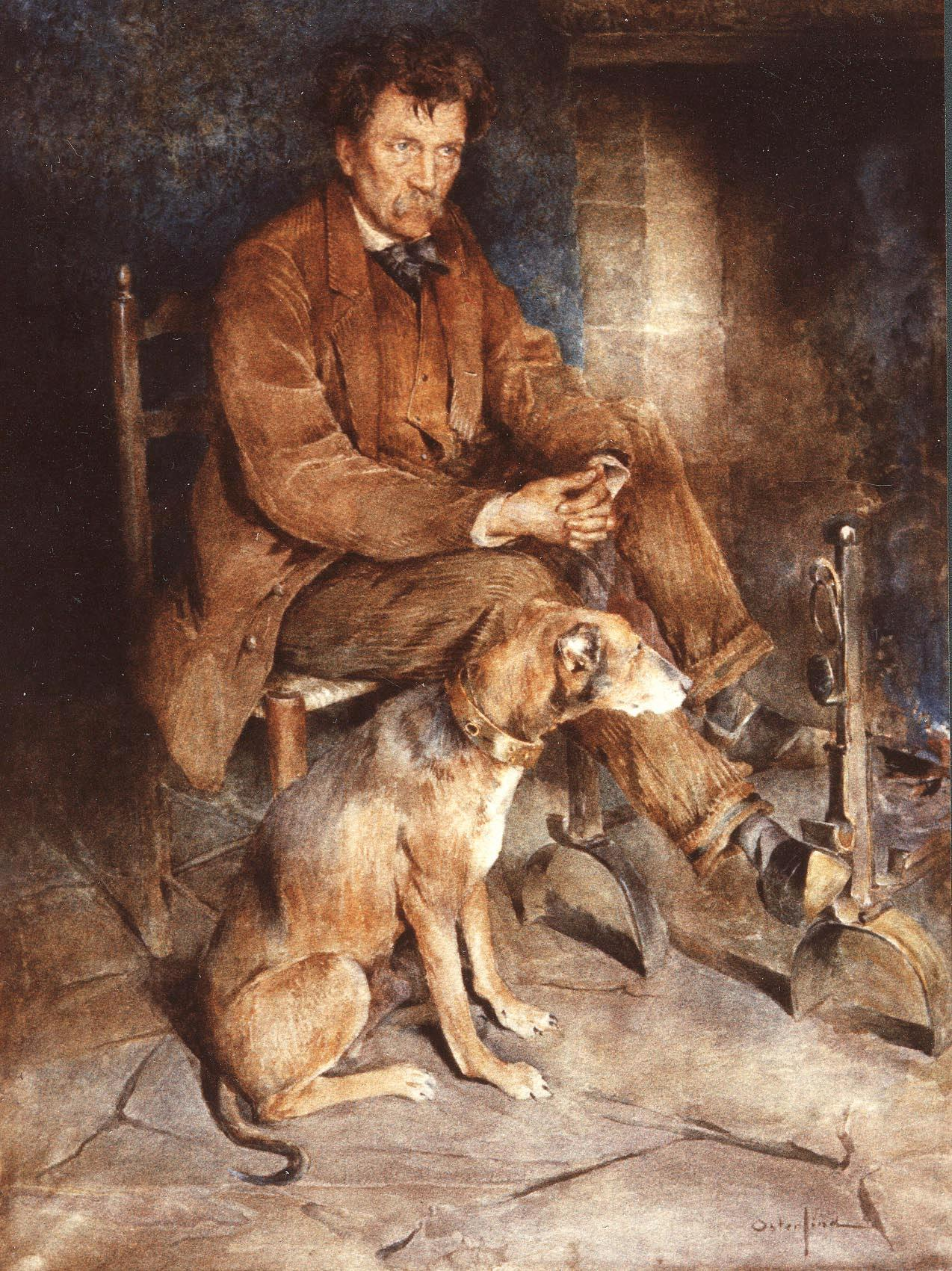
Maurice Rollinat framför spisen
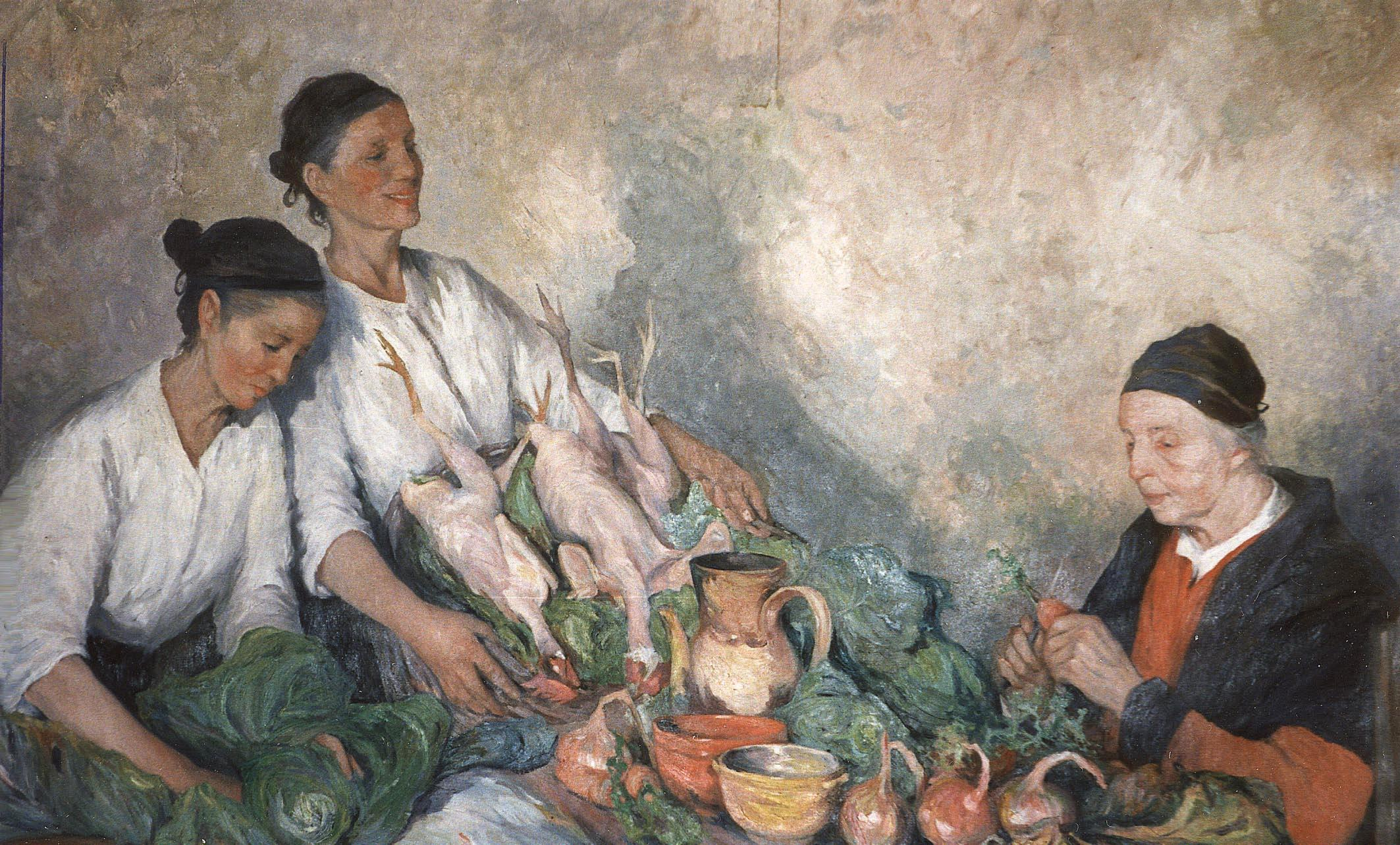
Tjänarna
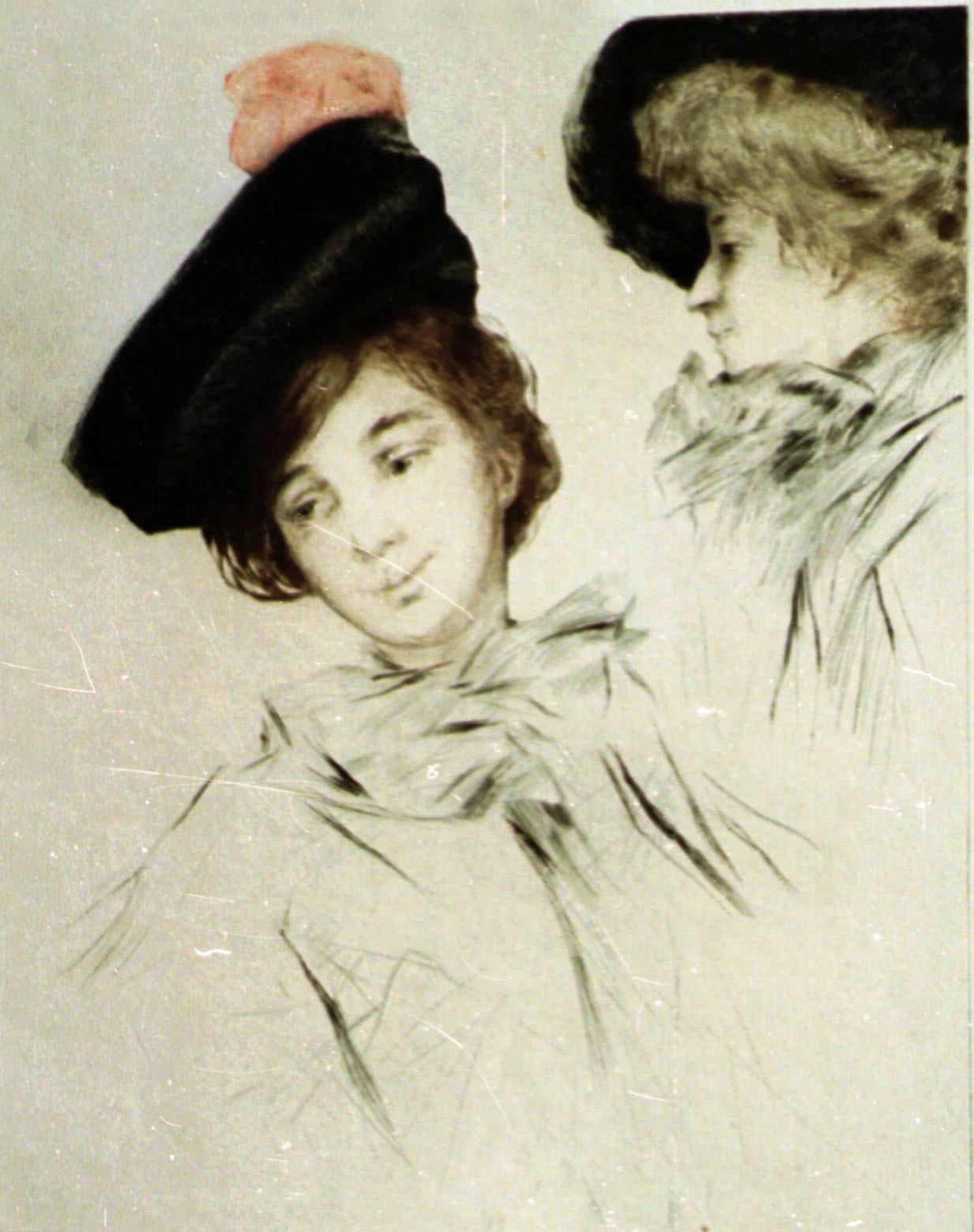
Porträtt av kvinnor i svarta hattar
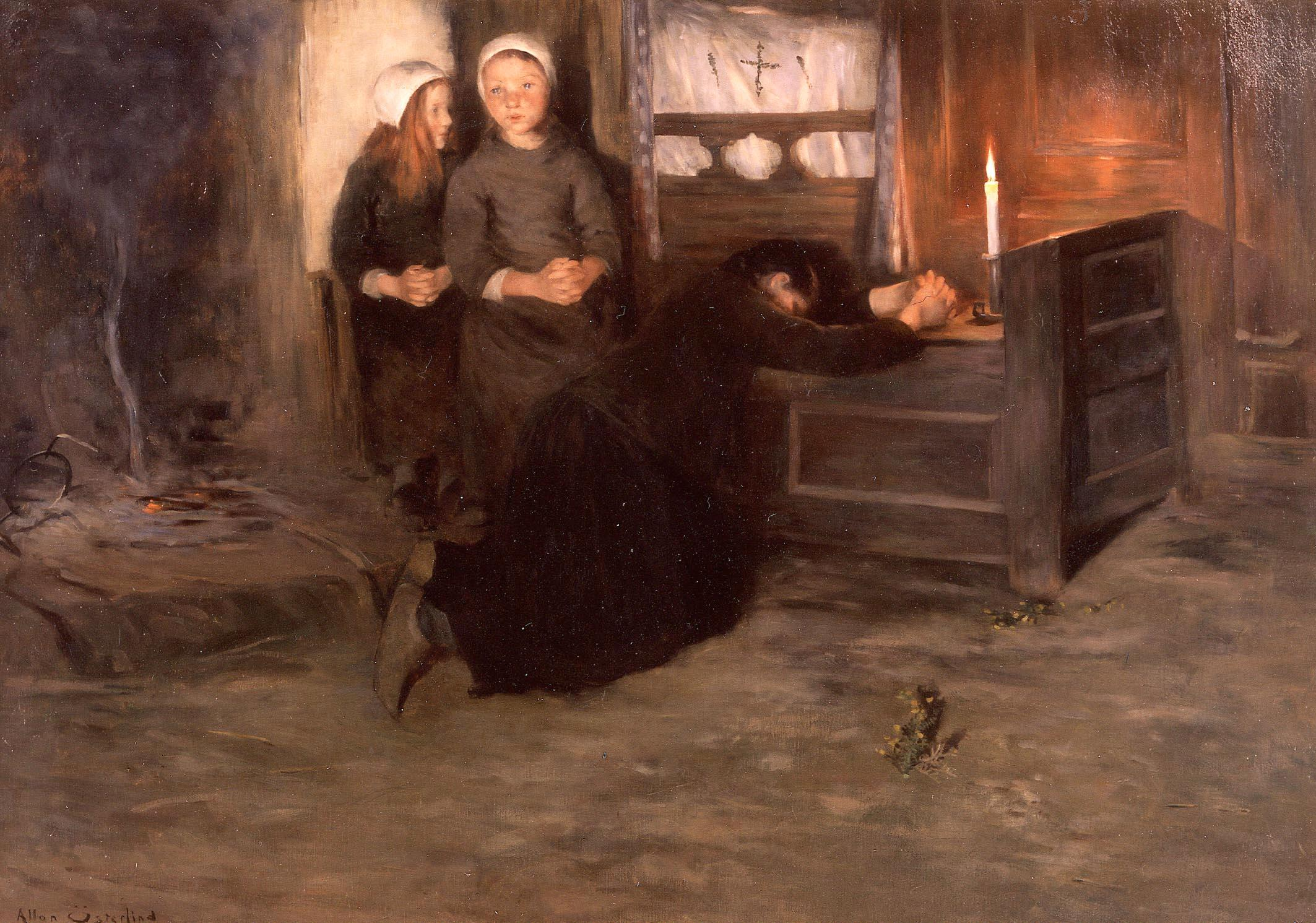
Bretagnsk vaka över en avliden